# Gunjetina
Gunjetina (izvirno srbsko Гуњетина) je naselje v Srbiji, ki upravno spada pod Občino Vlasotince; slednja pa je del Jablaniškega upravnega okraja.

## Demografija
V naselju živi 85 polnoletnih prebivalcev, pri čemer je njihova povprečna starost 48,4 let (48,1 pri moških in 48,6 pri ženskah). Naselje ima 37 gospodinjstev, pri čemer je povprečno število članov na gospodinjstvo 2,62.
To naselje je, glede na rezultate popisa iz leta 2002, večinoma srbsko.
|  |

| Demografija | Demografija     | Demografija     |
| Leto        | Št. prebivalcev | Št. prebivalcev |
| ----------- | --------------- | --------------- |
|             |                 |                 |
|             |                 |                 |
|             |                 |                 |
|             |                 |                 |
| 1948        | 165             |                 |
| 1953        | 164             |                 |
| 1961        | 169             |                 |
| 1971        | 172             |                 |
| 1981        | 137             |                 |
| 1991        | 117             | 113             |
| 2002        | 99              | 97              |
|             |                 |                 |

| Etnična sestava po popisu iz leta 2002 | Etnična sestava po popisu iz leta 2002 | Etnična sestava po popisu iz leta 2002 | Etnična sestava po popisu iz leta 2002 | Etnična sestava po popisu iz leta 2002 |
| -------------------------------------- | -------------------------------------- | -------------------------------------- | -------------------------------------- | -------------------------------------- |
| Srbi                                   | Srbi                                   |                                        | 95                                     | 97,93%                                 |
| Neznano                                | Neznano                                |                                        | 2                                      | 2,06%                                  |

## Инфраструктура
У селу постоји продавница, сеоски дом, али нема школа. Сеоски ђаци путују више километара у четвороразредну основну школу у планинско село Комарица. У осмогодишњу школу су деца ишла у село Присјан, а сада отварањем пута према Власотинцу, деца похађају осмогодишњу школу у селу Шишава-Ломница.